# The Boomerang (film, 1925)
Pour les articles homonymes, voir Boomerang (homonymie).
The Boomerang est un film américain réalisé par Louis Gasnier et sorti en 1925.

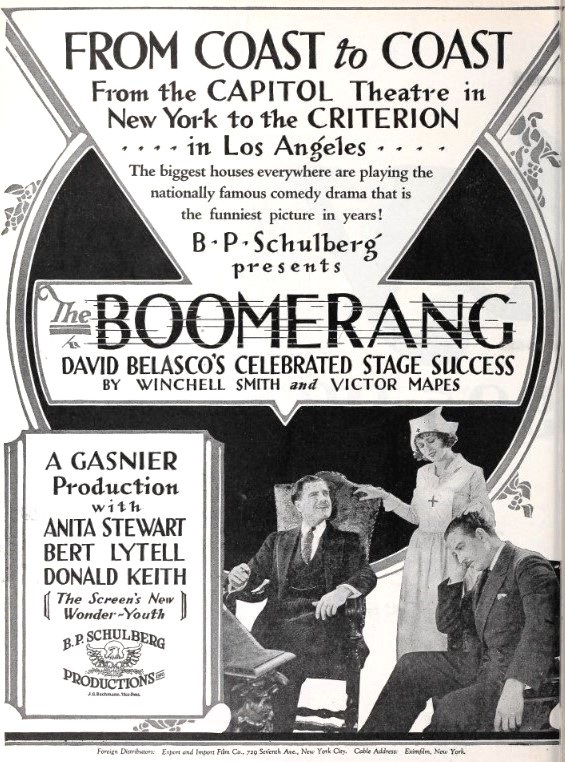
Annonce du film dans Exhibitors Herald.

C'est le premier film américain à mentionner le mot « psychoanalist ».

## Synopsis
Le Dr Sumner, manquant de patients, se proclame psychologue, ouvre un sanatorium et engage Virginia comme infirmière qualifiée. Elle exerçait auparavant la profession de voyante.

## Fiche technique
- Réalisation : Louis Gasnier
- Scénario : John F. Goodrich d'après la pièce The Boomerang de Winchell Smith et Victor Mapes
- Producteur : B.P. Schulberg
- Photographie : Joseph Goodrich
- Production : B.P. Schulberg Productions
- Distribution : Preferred Pictures
- Genre : comédie dramatique, comédie romantique
- Durée : 70 minutes
- Date de sortie : 
  - États-Unis : 28 février 1925

## Distribution

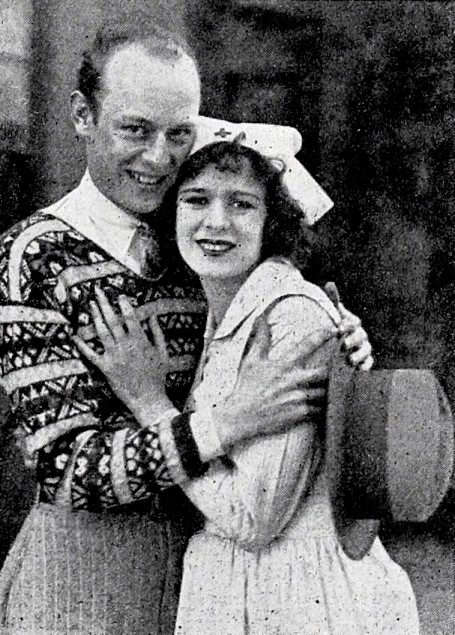
George Stewart rendant visite à sa sœur Anita Stewart lors du tournage du film.

- Anita Stewart : Virginia Zelva
- Bert Lytell : Dr. Sumner
- Donald Keith : Budd Woodridge
- Mary McAllister : Grace Tyler
- Ned Sparks : Bert Hanks
- Arthur Edmund Carewe : Poulet
- Philo McCullough : Preston DeWitt
- Winter Hall : Frederick Gordon